# Godfred V de Mann
Godfred V el Negro (gaélico: Gofraid mac Amlaíb; nórdico antiguo: Guðrøðr Óláfsson) (m. 1187) fue un caudillo hiberno-nórdico, monarca del reino de Mann y las Islas que gobernó aproximadamente entre 1153 a 1158 en un primer reinado y posteriormente como rey absoluto de Mann de 1164 a 1187, hijo de Olaf Godredsson y por lo tanto nieto del legendario Godred Crovan.
En 1153 viajó a Noruega en representación de su padre para rendir homenaje al rey, momento que aprovechó su primo Ragnald (o Reginald), hijo de Harald Godredsson (hermano de Olaf y Lagman) derrotado en 1099, para organizar una revuelta contra Olaf y reclama su derecho al trono, asesinando a Olaf el 29 de junio de 1153. La aventura de los rebeldes no duraría mucho más que el tiempo que el necesario hasta el regreso de Godfred que ejecutó a los verdugos de su padre. En 1155, un grupo de maneses descontentos con su gobierno «tiránico», apelan a Somerled, rey de Kintyre y cuñado de Godfred (casado con su medio hermana Ragnhild), y proponen como soberano de Mann y las Islas a su hijo Dughall mac Somhairle. Somerled acepta y el 5 de enero de 1156 Godfred V sufre derrota en una batalla naval, que le obliga a dividir el reino entre ambos pretendientes. El acuerdo no perdura y Godfred sufre otra derrota al enfrentarse a Somerled en 1158 y huye de Mann para refugiarse en la corte de Inge I de Noruega en 1159, donde permanecería hasta 1164.
Tras la muerte de Somerled, regresa a Mann en 1164, donde su hermano Ragnald III de Mann había usurpado el trono, siendo derrocado, capturado y mutilado. Godfred reinaría por segunda vez hasta su muerte el 10 de noviembre de 1187. 

## Legado

Descendencia de Guðrøðr Óláfsson

Godred V casó con una dama cuyo nombre se desconoce y tuvo tres hijos y una hija:
- Ragnald IV (m. 1229)
- Olaf II (m. 1237)
- Ivarr, padre o abuelo de Ivarr de Mann
- Affreca de Courcy, quien fue esposa del caballero anglo-normando John de Courcy.